# Mecynidis ascia
Mecynidis ascia là một loài nhện trong họ Linyphiidae.
Loài này thuộc chi Mecynidis. Mecynidis ascia được miêu tả năm 1990 bởi Scharff.